# 関西テレビ制作日曜午後の競馬番組
関西テレビ制作日曜午後の競馬番組（かんさいテレビせいさくにちようごごのけいばばんぐみ）は関西テレビ放送・東海テレビ放送及びテレビ西日本をメインにして、東海3県・北陸地方から鹿児島までのフジネットワーク系列局において毎週日曜15時から放送されている中央競馬の番組について述べる。

## 各番組の歴史
関西テレビは開局の翌年である1959年3月29日から京都競馬場及び阪神競馬場において行われる日曜日の中央競馬の模様を中継し続け、半世紀の歴史を数える。放送が開始した1959年は年間9回の放送であったが、徐々に放送回数を増やし、1967年からは毎週日曜日に放送されるようになった。これに倣い東海テレビでも中京競馬場での日曜日のレースを、テレビ西日本もフジテレビ系列入り前年の1963年から小倉競馬場での日曜日のレースをそれぞれ中継するようになった。また東日本では場所によって現在のテレビ朝日とフジテレビが分担する形式だったのが、ネットワーク整備などもあり最終的にフジテレビ一本化となった。ただし、西日本各局へのネット拡大については場外勝馬投票券発売所「ウインズ」の整備などの関係から『DREAM競馬』に変わる1990年代に入ってからとなった。
関西テレビが開局する前は大阪テレビ（朝日放送テレビの前身）が1957年3月から単発で放送していた。関西テレビ開局後も上述の通り初期の頃は毎週の放送ではなかったため、1959年から1963年まで毎日放送（MBSテレビ）も単発でテレビ中継を行っていた。また、名古屋地区においても東海テレビが開局する前にCBCテレビが1957年2月から中京競馬の中継を単発で行っていた（東海テレビ開局後も1960年の中京記念の中継は2局が並列で中継を行っていた）。

## 現在放送中の番組
- KEIBA BEAT（2010年1月10日 - ）
  - 2011年までは「競馬beat」、2013年までは「競馬BEAT」という名義であった。
  - ネット局：関西テレビ、東海テレビ、テレビ西日本（以上3局は制作担当局）、富山テレビ、石川テレビ、福井テレビ、山陰中央テレビ、岡山放送、テレビ新広島、テレビ愛媛、高知さんさんテレビ、テレビ長崎、テレビ熊本、テレビ大分、テレビ宮崎（以上3局はGI及び一部レースのみ）、鹿児島テレビ

## 過去放送していた番組
- 競馬中継（1959年3月29日 - 1987年4月19日）
- エキサイティング競馬（1987年4月26日 - 1991年9月29日）
- DREAM競馬（1991年10月6日 - 2009年12月27日）
  - 2006年までは「ドリーム競馬」という名義であった。